# سمیعی (دشتستان)
سمیعا، روستایی است از توابع بخش شبانکاره در شهرستان دشتستان استان بوشهر ایران.

## جمعیت
این روستا در دهستان شبانکاره قرار داشته و براساس سرشماری سال ۱۳۸۵ جمعیت آن ۲۷۶نفر (۴۹خانوار) می‌باشد.